# Егор Гайдар
Его́р Тиму́рович Гайда́р е руски обществен и политически деятел, политик, икономист, доктор на икономическите науки.

## Биография
Той е един от основните ръководители и идеолози на икономическата реформа в началото на 90-те години на XX век. В периода 1991 – 1994 г. заема високи постове в правителството на Русия, в това число в течение на 6 месеца е изпълняващ длъжността председател на правителството. Под ръководството на Гайдар е започнал период на преход от планова към пазарна икономика, проведена е либерализация на цените, реорганизация на данъчната система, либерализация на търговията, започната е приватизация.
Един от ключовите участници в Конституционната криза през 1993 г. и прекратяване дейността на Конгреса на народните депутати и Върховния съвет на Русия. Организатор е на антивоенни митинги по време на Първата чеченска война. Той е основател и един от ръководителите на партия „Демократичен избор на Русия“ и „Съюз на десните сили“. Ръководителят на фракция „Изборът на Русия“ в Държавната Дума първа покана (1993 – 1995) и член на СЕП Дума трета покана (1999 – 2003 г.). Взима участие в разработката на Данъчния кодекс, Кодекса на бюджета, Закон за стабилизационен фонд.
Основател и директор на Института за икономическа политика, носещ неговото име. Автор е на много публикации по икономика, няколко монографии, посветени на икономическата история на Русия и анализиране процеса на преход от планова към пазарна икономика.
Отношението към Гайдар и неговата реформа е противоречиво. Поддръжниците му смятат, че неговата реформа през 1992 г. е предотвратила масов глад и гражданска война, положили са основа за бъдещ ръст на икономиката. Опонентите му го обвиняват в различни неща – от падане стандарта на живот до съзнателно разрушаване на икономиката. Съществуват и противоречиви гледни точки – намиращи и положителни и отрицателни черти в неговата реформа.
Паметта на Егор Гайдар е увековечена с указ на президента на Русия.

## Произход и семейство
Баща му Тимур Гайдар е чуждестранен военен кореспондент на вестник „Правда“ и съветски контраадмирал, син на известния съветски писател Аркадий Гайдар от първата му жена Лия Лазаревна Соломянска. Майка му Ариадна Павловна Бажова е дъщеря на писателя Павел Бажов. С произхода си Егор Гайдар е популярен като внук на 2 от най-известните съветски писатели. В детството си заедно със своите родители е живял в Куба и Югославия, където за пръв път е проявил интерес към икономиката и политиката.
Първия си брак Гайдар сключва още в студентските си години. От брака си с Ирина Смирнова има 2 деца – Пьотър (р. 1979 г.) и Мария (р. 1982 г.) Днес Мария е политик и икономист, а Пьотър – предприемач.
Вторият брак на Гайдар е с Мария Стругацка, дъщеря на писателя Аркадий Стругацки, от която има син Павел (р. 1990 г.)

## Образование и възгледи
През 1973 г. завършва 152-ро средно училище със златен медал, след което постъпва в Московския държавен университет специалност „Икономика на промишлеността“. Говори английски, испански и сърбо-хърватски език. Голямо влияние за сформиране на възгледите му са оказали книгите на братя Стругацки – тяхната повест 'Обитаемият остров' е събудила в него първия интерес към икономиката. По-късно се обръща към съчиненията на класиците – Маркс, Енгелс, Плахов. Проучване на марксистката теория довежда Гайдар до извода, че трябва да се извърши преход към пазарен социализъм, на който е нужна конкуренция между предприятията и самоуправление.
След прочита на съчиненията на Адам Смит, у Гайдар (по негови думи) се прокрадват първите съмнения в правилността на икономическата част в марксистките теории. По-късно, по време на следването в Московския университет, започва да чете оригиналните съчинения на други класици в икономиката – от Дейвид Рикардо до Фридман. Под влиянието на тези книги, Гайдар осъзнава, че социализмът, макар и пазарен, не може да бъде наистина ефективен.

## Професионално развитие
Гайдар завършва с отличие Московския държавен университет през 1978, специалност Икономика и работи като изследовател в няколко научни института. Дългогодишен член е на Комунистическата партия и редактор на идеологическото списание „Комунист“ на ЦК на КПСС по време на Перестройката, а по-късно, по време на реформите на Борис Елцин, става либерал. През 1991 напуска Комунистическата партия и работи в правителството на Елцин.
Докато е в правителството, Гайдар прокарва либерални идеи за икономически реформи, основани на принципа на шоковата терапия. Неговата най-непопулярна стъпка е отпадане на държавното регулиране на цените, което незабавно води до значително покачване на цените и официална легализация на пазарната икономика в Русия. Той също прекратява военните доставки и дотациите в промишлеността, и намалява дефицита на бюджета. Гайдар е министър на икономическото развитие от 1991 до 1992, а министър на финансите – от февруари 1992 до април 1992 г.

## Руска конституционна криза
По време на Руската конституционна криза е временен министър-председател, назначен от президента Борис Елцин. Начело е на правителството в периода от 15 юни до 14 декември 1993 година, когато негативно настроените към Елцин народни депутати във Върховния съвет и Събранието на народните депутати, отказват да потвърдят оставането му на тази длъжност и избират по-консервативния Виктор Черномирдин.
Гайдар също е първи вицепремиер от 1991 до 1992 и от септември 1993 до януари 1994 г.

### След 1994
От декември 1993 до декември 1995 г. е депутат в Държавната дума и председател на фракция „Изборът на Русия“. През юни 1994 г., след напускане на правителството, той става учредител и председател на партия „Демократичен избор за Русия“. През 1999 г. става учредител и съпредседател – заедно с дългогодишния си политически съюзник Анатолий Чубайс, на коалиция Съюз на десните сили. От 1999 до 2001 е депутат в Държавната дума от коалиция Съюз на десните сили. През 2001 Демократичен избор за Русия става част от Съюза на десните сили. След неуспеха на СДС през 2003 да влезне в парламента, Гайдар постепенно се оттегля от политическия живот и се съсредоточава в икономическите науки.
Егор Гайдар има около 100 публикации в Австралия, Чехия, Хърватия, Дания, Финландия, Франция, Унгария, Ирландия, Израел, Япония, Нова Зеландия, Полша, Испания, Тайван, Обединеното кралство, САЩ и в международни институции.
Егор Гайдар публикува своя книга „Долгое время. Россия в мире“, където той критикува икономическата политика на администрацията на Владимир Путин. В тази книга той прави задълбочен анализ на връзката между цените на енергийните суровини и политическите събития в Русия. Той обяснява, че една от главните причини за разпадането на Съветския съюз е била ниската цена на петрола. Цените на нефта са били ниски и по време на управлението на Елцин, което прави политическите и икономически реформи в страната много трудни. В днешно време особено високите цени на енергийните ресурси подпомагат развитието на диктатура в Русия, подобна на тази в някои други части на света. Гайдар смята, че е грешно да се разчита само на продажбите на нефт и газ (както прави настоящото руско правителство), което създава лъжливо впечатление за просперитет и стабилност в страната. Той твърди, че е необходимо да се направи още много, за да се постигне реален икономически растеж.

### Заемани високи постове
- 6 ноември 1991 г. – 2 март 1992 г. – заместник-председател на правителството на Русия по икономическата политика
- 11 ноември 1991 г. – 19 февруари 1992 г. – министър на икономиката и финансите.
- 19 февруари 1992 г. – 2 април 1992 г. – министър на финансите на Руската федерация
- 2 март 1992 г. – 15 декември 1992 г. – първи заместник-председател на Правителството на Руската федерация
- 15 юни 1992 г. – 15 декември 1992 г. – и.д. министър-председател

### Почетни длъжности
- Хоноруван професор, Калифорнийски университет - Бъркли
- Почетен лектор, Университет Дюк
- Хоноруван член на Украински университет по мениджмънт (Ukrainian Academy of Management)
- Хоноруван директор, Руско-украински институт за личен състав и мениджмънт (Russia-Ukraine Institute for Personnel and Management)

## Характер и начин на живот
Сам за себе си Гайдар казва, че най-големия му недостатък е липсата на красноречие, а основна черта флегматизма. Като най-любимо определя четенето и писането на книги. По думи на синовете му обича природата, в детството си се е увличал по шахмата. Хора от близкото му обкръжение го определят като нематериален човек. Печелил е пари единствено от преподавателската си дейност.

## Боледуване 2006 г.
На 24 ноември 2006 Егор Гайдар изпада в безсъзнание в Килдар, Ирландия, където представя своята нова книга „Долгое время. Россия в мире“. Той е закаран в болница в Дъблин, където докторите съобщават, че има сериозна заплаха за здравето му. Съществуват подозрения за отравяне, но Гайдар и неговия близък съдружник Анатолий Чубайс се въздържат да обвиняват руската служба за сигурност. Лекарите не виждат признаци на отравяне и обявяват, че няма опасност за живота му. (Тези събития напомнят за Александър Литвиненко, който умира от остра лъчева болест на 23 ноември 2006 г.)
На 27 ноември, след като е стабилизиран, Гайдар е изписан и със съдействието на руското посолство отлита с първия възможен полет за Москва, където е приет в клиника. На 30 ноември 2006 г. руските лекари на Гайдар правят изявление, с което заявяват, че той също е отровен. .

## Смъртта на Гайдар
Егор Гайдар умира на 16.12.2009 г. на 53-годишна възраст във вилата си в Успенское. Причина за смъртта му по изказване на дъщеря му Мария е белодробен оток вследствие на сърдечен удар. На траурната церемония са присъствали повече от 10 000 души, сред които известни политици и деятели. Деня на погребението е пазен в тайна по желание на семейството. Погребан е на московското гробище след кремация

## В памет на Егор Гайдар
- президентът на Русия Д.Медведев с указ учредява 10 стипендии на името на Гайдар за студенти в икономическия факултет
- през 2010 г. Института по икономика е преименуван на Институт за икономически политики Е.Т.Гайдар
- по инициатива на Анатоли Чубайс е учреден Фонд 'Гайдар'
- 1301 училище със задълбочено изучаване на икономика носи името Е.Т.Гайдар
- 22.09.2010 г. в сградата на Висшето училище по икономика е открит паметник на Егор Гайдар.
- 16.12.2010 г. на годишнината от смъртта му е поставен паметник на гроба му, дело на скулптура Балашов.